# Etnònim
Un etnònim (en grec ἔθνος (éthnos) 'tribu, nació' + ὄνομα (ónoma) 'nom') és el nom d'un grup ètnic. Es parla d'un exònim quan el nom ha estat atorgat per un altre grup, o d'un autònim si ha estat autoassignat. Per exemple, el grup ètnic dominant a Alemanya és el dels germànics, un exònim que ha arribat al català des del llatí; els germans es refereixen a si mateixos amb l'autònim deutsch.
Quan un idioma evoluciona, els etnònims que alguna vegada van ser acceptats poden arribar a ésser ofensius. Exemples d'etnònims difamatoris de la història són cretí (gentilici de Creta), vàndal, bàrbar, san, fenici, lapó, gringo, goyim, paio i filisteu.